# Infoteca
Una infoteca es lo mismo que una biblioteca - local donde se tiene un considerable número de libros ordenados para su consulta o lectura-, cambiando los libros por todos sus datos informatizados: contactos, documentos, y también imágenes y vídeos. Dicho de otra manera, es un espacio de trabajo y difusión de todos sus datos informatizados.
Esta idea de informatizar los datos surgió de tener diferentes documentos publicados en diferentes lugares y diferentes idiomas, sin posibilidad de coordinar la organización conjunta. Para solucionar esto se crearon varias comunidades que hoy constituyen diferentes infotecas de la red, de modo que se puedan publicar contactos, documentos, etc. de diferentes países y en diferentes idiomas coordinándolas en una misma web llamada infoteca.
Como todas las cosas, la infoteca tiene sus ventajas y desventajas. Su mayor ventaja es que cualquier información que estés buscando estará en la red y accesible desde cualquier punto del planeta sin necesidad de ir a un lugar específico y sin límite horario. Su mayor inconveniente es que es que la información se puede adquirir solamente de modo virtual.